# 1383 Limburgia
Az 1383 Limburgia (ideiglenes jelöléssel 1934 RV) a Naprendszer kisbolygóövében található aszteroida. Hendrik van Gent fedezte fel 1934. szeptember 9-én, Johannesburgban.